# Юрченко Ада Дмитрівна
Ада Дмитрівна Юрченко (1 січня 1940, село Сазонівка, тепер Оржицького району Полтавської області — 22 грудня 1999, село Сазонівка Оржицького району Полтавської області) — українська радянська діячка, ланкова колгоспу «Маяк» Оржицького району Полтавської області. Герой Соціалістичної Праці (8.12.1973). Депутат Верховної Ради УРСР 8—10-го скликань. Член Президії Верховної Ради УРСР 10-го скликання.

## Біографія
Народилася в селянській родині. 
Освіта середня. У 1957 році закінчила середню школу, потім професійно-технічне училище в селі Лазірки Оржицького району Полтавської області.
З 1957 року — колгоспниця, з 1966 року — ланкова-буряковод колгоспу «Маяк» села Сазонівка Оржицького району Полтавської області. У 1973 році ланка під керівництвом Ади Юрченко зібрала в середньому по 413 центнерів цукрових буряків з ділянки площею 51 гектар. Одночасно керувала хоровою капелою колгоспу «Маяк».
Член КПРС з 1972 року.
З 1995 року — на пенсії в селі Сазонівці Оржицького району Полтавської області.

## Нагороди
- Герой Соціалістичної Праці (8.12.1973)
- два ордени Леніна (8.04.1971, 8.12.1973)
- орден Жовтневої Революції (22.12.1977)
- медаль «За доблесну працю. В ознаменування 100-річчя з дня народження Володимира Ілліча Леніна» (1970)
- медалі
- заслужений працівник культури Української РСР (1980)